# GP2-Asia-Serie-Saison 2009/10
Die GP2-Asia-Serie-Saison 2009/10 war die dritte Saison der GP2-Asia-Serie. Sie startete am 31. Oktober 2009 auf der Yas-Insel, Vereinigte Arabische Emirate auf dem Yas Marina Circuit und endete am 14. März 2010 in as-Sachir, Bahrain auf dem Bahrain International Circuit. Den Meistertitel der Fahrer sicherte sich Davide Valsecchi bereits drei Rennen vor Saisonende. Sein Team iSport International gewann die Teamwertung.

## Teams und Fahrer
| Team                    | Auto # | Fahrer               | Rennwochenende | Quelle |
| ----------------------- | ------ | -------------------- | -------------- | ------ |
| DAMS                    | 1      | Christian Vietoris   | Alle           | [ 2 ]  |
| DAMS                    | 2      | Edoardo Piscopo      | Alle           | [ 3 ]  |
| Piquet GP Rapax Team    | 3      | Vladimir Arabadzhiev | Alle           | [ 3 ]  |
| Piquet GP Rapax Team    | 4      | Daniel Zampieri      | 1–3            | [ 3 ]  |
| Piquet GP Rapax Team    | 4      | Luiz Razia           | 4              | [ 4 ]  |
| Barwa Addax Team        | 5      | Max Chilton          | 1, 3–4         | [ 5 ]  |
| Barwa Addax Team        | 5      | Giedo van der Garde  | 2              | [ 6 ]  |
| Barwa Addax Team        | 6      | Luiz Razia           | 1              | [ 7 ]  |
| Barwa Addax Team        | 6      | Sergio Pérez         | 2–3            | [ 6 ]  |
| Barwa Addax Team        | 6      | Rodolfo González     | 4              | [ 8 ]  |
| ART Grand Prix          | 7      | Marcus Ericsson      | 1              | [ 9 ]  |
| ART Grand Prix          | 7      | Jules Bianchi        | 2–4            | [ 10 ] |
| ART Grand Prix          | 8      | Sam Bird             | Alle           | [ 11 ] |
| Arden International     | 11     | Charles Pic          | Alle           | [ 12 ] |
| Arden International     | 12     | Rodolfo González     | 1              | [ 12 ] |
| Arden International     | 12     | Javier Villa         | 2–4            | [ 13 ] |
| Super Nova Racing       | 14     | James Jakes          | 1              | [ 3 ]  |
| Super Nova Racing       | 14     | Marcus Ericsson      | 2              |        |
| Super Nova Racing       | 14     | Jake Rosenzweig      | 3–4            | [ 14 ] |
| Super Nova Racing       | 15     | Josef Král           | Alle           | [ 7 ]  |
| iSport International    | 16     | Oliver Turvey        | Alle           | [ 15 ] |
| iSport International    | 17     | Davide Valsecchi     | Alle           | [ 3 ]  |
| Trident Racing          | 18     | Johnny Cecotto jr.   | 1              | [ 7 ]  |
| Trident Racing          | 18     | Dani Clos            | 2, 4           |        |
| Trident Racing          | 18     | Adrian Zaugg         | 3              | [ 16 ] |
| Trident Racing          | 19     | Plamen Kralev        | Alle           | [ 17 ] |
| MalaysiaQi-Meritus.com  | 20     | Luca Filippi         | Alle           | [ 18 ] |
| MalaysiaQi-Meritus.com  | 21     | Diego Nunes          | 1              | [ 19 ] |
| MalaysiaQi-Meritus.com  | 21     | Alexander Rossi      | 2–4            | [ 20 ] |
| Ocean Racing Technology | 22     | Alexander Rossi      | 1              | [ 3 ]  |
| Ocean Racing Technology | 22     | Max Chilton          | 2              | [ 21 ] |
| Ocean Racing Technology | 22     | Yelmer Buurman       | 3–4            | [ 14 ] |
| Ocean Racing Technology | 23     | Fabio Leimer         | Alle           | [ 3 ]  |
| Scuderia Coloni         | 24     | Roldán Rodríguez     | 1              | [ 7 ]  |
| Scuderia Coloni         | 24     | Alberto Valerio      | 2              | [ 22 ] |
| Scuderia Coloni         | 24     | Álvaro Parente       | 3–4            | [ 14 ] |
| Scuderia Coloni         | 25     | Will Bratt           | Alle           | [ 3 ]  |
| DPR                     | 26     | Michael Herck        | Alle           |        |
| DPR                     | 27     | Giacomo Ricci        | Alle           | [ 23 ] |

### Änderungen bei den Teams
Durango ging in der Saison 2009/2010 nicht mehr in der GP2-Asia-Serie an den Start. Piquet GP hatte sich nach dem ersten Rennwochenende in Rapax Team umbenannt.

## Rennkalender
Der Saisonauftakt und das Saisonfinale fanden im Rahmenprogramm der Formel 1 statt. Aus Kostengründen wurde nur noch im Mittleren Osten gefahren.
| Nr. | Datum        | Rennstrecke                               | Sieger             | Zweiter          | Dritter        | Pole-Position    | Schnellste Rennrunde |
| --- | ------------ | ----------------------------------------- | ------------------ | ---------------- | -------------- | ---------------- | -------------------- |
| 01. | 31. Oktober  | Yas Marina Circuit (Yas-Insel)            | Davide Valsecchi   | Luca Filippi     | James Jakes    | Davide Valsecchi | Davide Valsecchi     |
| 02. | 01. November | Yas Marina Circuit (Yas-Insel)            | Christian Vietoris | Davide Valsecchi | Josef Král     |                  | Sam Bird             |
| 03. | 05. Februar  | Yas Marina Circuit (Yas-Insel)            | Oliver Turvey      | Davide Valsecchi | Jules Bianchi  | Charles Pic      | Vladimir Arabadzhiev |
| 04. | 06. Februar  | Yas Marina Circuit (Yas-Insel)            | Davide Valsecchi   | Michael Herck    | Giacomo Ricci  |                  | Davide Valsecchi     |
| 05. | 26. Februar  | Bahrain International Circuit (as-Sachir) | Davide Valsecchi   | Luca Filippi     | Javier Villa   | Jules Bianchi    | Javier Villa         |
| 06. | 27. Februar  | Bahrain International Circuit (as-Sachir) | Charles Pic        | Giacomo Ricci    | Javier Villa   |                  | Giacomo Ricci        |
| 07. | 13. März     | Bahrain International Circuit (as-Sachir) | Luca Filippi       | Davide Valsecchi | Charles Pic    | Luca Filippi     | Luca Filippi         |
| 08. | 14. März     | Bahrain International Circuit (as-Sachir) | Giacomo Ricci      | Sam Bird         | Álvaro Parente |                  | Sam Bird             |

## Wertungen

### Punktesystem
Beim Hauptrennen (HAU) bekamen die ersten acht des Rennens 10, 8, 6, 5, 4, 3, 2 bzw. 1 Punkt(e). Beim Sprintrennen (SPR) erhielten die ersten sechs des Rennens 6, 5, 4, 3, 2 bzw. 1 Punkt(e). Zusätzlich erhielt der Gewinner des Qualifyings, der im Hauptrennen von der Pole-Position startete, zwei Punkte. Der Fahrer, der von den ersten zehn klassifizierten Fahrern die schnellste Rennrunde erzielte, erhielt ebenfalls einen Punkt.
| Punkteverteilung | Punkteverteilung | Punkteverteilung | Punkteverteilung | Punkteverteilung | Punkteverteilung | Punkteverteilung | Punkteverteilung | Punkteverteilung | Punkteverteilung | Punkteverteilung | Punkteverteilung | Punkteverteilung |
| ---------------- | ---------------- | ---------------- | ---------------- | ---------------- | ---------------- | ---------------- | ---------------- | ---------------- | ---------------- | ---------------- | ---------------- | ---------------- |
| Platz            | 1                | 2                | 3                | 4                | 5                | 6                | 7                | 8                | 9                | 10               | PP               | SR               |
| Hauptrennen      | 10               | 8                | 6                | 5                | 4                | 3                | 2                | 1                | 0                | 0                | 2                | 1                |
| Sprintrennen     | 6                | 5                | 4                | 3                | 2                | 1                | 0                | 0                | 0                | 0                | –                | 1                |

### Fahrerwertung
| Pos. | Fahrer           | AE1 | AE1 | AE2 | AE2 | BH1 | BH1 | BH2 | BH2 | Punkte |
| Pos. | Fahrer           | HAU | SPR | HAU | SPR | HAU | SPR | HAU | SPR | Punkte |
| ---- | ---------------- | --- | --- | --- | --- | --- | --- | --- | --- | ------ |
| 01   | D. Valsecchi     | 1   | 2   | 2   | 1   | 1   | 20  | 2   | 4   | 56     |
| 02   | L. Filippi       | 2   | 8   | 14  | 17  | 2   | 18  | 1   | 8   | 29     |
| 03   | G. Ricci         | DNF | DNF | 5   | 3   | 4   | 2   | 5   | 1   | 29     |
| 04   | J. Villa         |     |     | 4   | 11  | 3   | 3   | 7   | 6   | 19     |
| 05   | C. Pic           | DNF | 15  | 10  | 8   | 5   | 1   | 3   | 19  | 18     |
| 06   | O. Turvey        | 8   | 4   | 1   | 5   | 9   | 6   | 9   | 11  | 17     |
| 07   | S. Bird          | 18  | 18  | DNF | DNF | 13  | 4   | 6   | 2   | 12     |
| 08   | Á. Parente       |     |     |     |     | 6   | DNF | 4   | 3   | 12     |
| 09   | A. Rossi         | 4   | 5   | 6   | 9   | DNF | DNF | 11  | 5   | 12     |
| 10   | C. Vietoris      | 6   | 1   | DNF | 14  | 14  | 9   | DNF | 14  | 9      |
| 11   | J. Král          | 5   | 3   | 9   | DNF | 21  | 11  | 16  | 10  | 8      |
| 12   | J. Bianchi       |     |     | 3   | 7   | 10  | NC  | 10  | DNF | 8      |
| 13   | M. Herck         | 13  | 9   | 7   | 2   | 23  | 13  | 18  | DNF | 7      |
| 14   | J. Jakes         | 3   | 10  |     |     |     |     |     |     | 6      |
| 15   | S. Pérez         |     |     | 12  | 4   | 7   | 17  |     |     | 5      |
| 16   | E. Piscopo       | 9   | 7   | DNF | 16  | 15  | 5   | 8   | DNS | 3      |
| 17   | J. Cecotto       | 7   | 6   |     |     |     |     |     |     | 3      |
| 18   | M. Chilton       | 16  | 17  | 8   | 6   | 18  | 12  | 19  | 15  | 2      |
| 19   | A. Zaugg         |     |     |     |     | 8   | 19  |     |     | 1      |
| 20   | V. Arabadzhiev   | DNF | DNF | 13  | 10  | 17  | 7   | 12  | 9   | 0      |
| 21   | Y. Buurman       |     |     |     |     | 12  | 10  | 13  | 7   | 0      |
| 22   | D. Zampieri      | 15  | DNF | DNF | 15  | 11  | 8   |     |     | 0      |
| 23   | R. Rodríguez     | 10  | 14  |     |     |     |     |     |     | 0      |
| 24   | M. Ericsson      | 11  | 12  | 17  | 12  |     |     |     |     | 0      |
| 25   | W. Bratt         | 12  | DNF | 11  | 21  | 16  | DNF | 15  | 16  | 0      |
| 26   | L. Razia         | DNF | 11  |     |     |     |     | DNF | 13  | 0      |
| 27   | D. Clos          |     |     | DNF | 13  |     |     | 14  | 12  | 0      |
| 28   | D. Nunes         | DNF | 13  |     |     |     |     |     |     | 0      |
| 29   | R. González      | 14  | 16  |     |     |     |     | DNF | DNF | 0      |
| 30   | J. Rosenzweig    |     |     |     |     | 19  | 14  | 17  | 17  | 0      |
| 31   | F. Leimer        | 17  | DNF | DNF | DNF | 20  | 15  | DNF | DNS | 0      |
| 32   | A. Valerio       |     |     | 15  | 18  |     |     |     |     | 0      |
| 33   | P. Kralev        | DNF | DNF | 16  | 20  | 22  | 16  | DNF | 18  | 0      |
| 34   | G. van der Garde |     |     | DNF | 19  |     |     |     |     | 0      |
| Pos. | Fahrer           | HAU | SPR | HAU | SPR | HAU | SPR | HAU | SPR | Punkte |
| Pos. | Fahrer           | AE1 | AE1 | AE2 | AE2 | BH1 | BH1 | BH2 | BH2 | Punkte |

| Legende  | Legende            | Legende                                                          |
| Farbe    | Abkürzung          | Bedeutung                                                        |
| -------- | ------------------ | ---------------------------------------------------------------- |
| Gold     | –                  | Sieg                                                             |
| Silber   | –                  | 2. Platz                                                         |
| Bronze   | –                  | 3. Platz                                                         |
| Grün     | –                  | Platzierung in den Punkten                                       |
| Blau     | –                  | Klassifiziert außerhalb der Punkteränge                          |
| Violett  | DNF                | Rennen nicht beendet (did not finish)                            |
| Violett  | NC                 | nicht klassifiziert (not classified)                             |
| Rot      | DNQ                | nicht qualifiziert (did not qualify)                             |
| Rot      | DNPQ               | in Vorqualifikation gescheitert (did not pre-qualify)            |
| Schwarz  | DSQ                | disqualifiziert (disqualified)                                   |
| Weiß     | DNS                | nicht am Start (did not start)                                   |
| Weiß     | WD                 | zurückgezogen (withdrawn)                                        |
| Hellblau | PO                 | nur am Training teilgenommen (practiced only)                    |
| Hellblau | TD                 | Freitags-Testfahrer (test driver)                                |
| ohne     | DNP                | nicht am Training teilgenommen (did not practice)                |
| ohne     | INJ                | verletzt oder krank (injured)                                    |
| ohne     | EX                 | ausgeschlossen (excluded)                                        |
| ohne     | DNA                | nicht erschienen (did not arrive)                                |
| ohne     | C                  | Rennen abgesagt (cancelled)                                      |
| ohne     | keine WM-Teilnahme |                                                                  |
| sonstige | P/fett             | Pole-Position                                                    |
| sonstige | 1/2/3/4/5/6/7/8    | Punktplatzierung im Sprint-/Qualifikationsrennen                 |
| sonstige | SR/kursiv          | Schnellste Rennrunde                                             |
| sonstige | *                  | nicht im Ziel, aufgrund der zurückgelegten Distanz aber gewertet |
| sonstige | ()                 | Streichresultate                                                 |
| sonstige | unterstrichen      | Führender in der Gesamtwertung                                   |

### Teamwertung
| Pos. | Team                    | Auto # | AE1 | AE1 | AE2 | AE2 | BH1 | BH1 | BH2 | BH2 | Punkte |
| Pos. | Team                    | Auto # | HAU | SPR | HAU | SPR | HAU | SPR | HAU | SPR | Punkte |
| ---- | ----------------------- | ------ | --- | --- | --- | --- | --- | --- | --- | --- | ------ |
| 01   | iSport International    | 16     | 8   | 4   | 1   | 5   | 9   | 6   | 9   | 11  | 73     |
| 01   | iSport International    | 17     | 1   | 2   | 2   | 1   | 1   | 20  | 2   | 4   | 73     |
| 02   | Arden International     | 11     | DNF | 15  | 10  | 8   | 5   | 1   | 3   | 19  | 37     |
| 02   | Arden International     | 12     | 14  | 16  | 4   | 11  | 3   | 3   | 7   | 6   | 37     |
| 03   | DPR                     | 26     | 13  | 9   | 7   | 2   | 23  | 13  | 18  | DNF | 36     |
| 03   | DPR                     | 27     | DNF | DNF | 5   | 3   | 4   | 2   | 5   | 1   | 36     |
| 04   | MalaysiaQi-Meritus.com  | 20     | 2   | 8   | 14  | 17  | 2   | 18  | 1   | 8   | 34     |
| 04   | MalaysiaQi-Meritus.com  | 21     | DNF | 13  | 6   | 9   | DNF | DNF | 11  | 5   | 34     |
| 05   | ART Grand Prix          | 7      | 11  | 12  | 3   | 7   | 10  | NC  | 10  | DNF | 20     |
| 05   | ART Grand Prix          | 8      | 18  | 18  | DNF | DNF | 13  | 4   | 6   | 2   | 20     |
| 06   | Super Nova Racing       | 14     | 3   | 10  | 17  | 12  | 19  | 14  | 17  | 17  | 14     |
| 06   | Super Nova Racing       | 15     | 5   | 3   | 9   | DNF | 21  | 11  | 16  | 10  | 14     |
| 07   | DAMS                    | 1      | 6   | 1   | DNF | 14  | 14  | 9   | DNF | 14  | 12     |
| 07   | DAMS                    | 2      | 9   | 7   | DNF | 16  | 15  | 5   | 8   | DNS | 12     |
| 08   | Scuderia Coloni         | 24     | 10  | 14  | 15  | 18  | 6   | DNF | 4   | 3   | 12     |
| 08   | Scuderia Coloni         | 25     | 12  | DNF | 11  | 21  | 16  | DNF | 15  | 16  | 12     |
| 09   | Ocean Racing Technology | 22     | 4   | 5   | 8   | 6   | 12  | 10  | 13  | 7   | 9      |
| 09   | Ocean Racing Technology | 23     | 17  | DNF | DNF | DNF | 20  | 15  | DNF | DNS | 9      |
| 10   | Barwa Addax Team        | 5      | 16  | 17  | DNF | 19  | 18  | 12  | 19  | 15  | 5      |
| 10   | Barwa Addax Team        | 6      | DNF | 11  | 12  | 4   | 7   | 17  | DNF | DNF | 5      |
| 11   | Trident Racing          | 18     | 7   | 6   | DNF | 13  | 8   | 19  | 14  | 12  | 4      |
| 11   | Trident Racing          | 19     | DNF | DNF | 16  | 20  | 22  | 16  | DNF | 18  | 4      |
| 12   | Piquet GP Rapax Team    | 3      | DNF | DNF | 13  | 10  | 17  | 7   | 12  | 9   | 0      |
| 12   | Piquet GP Rapax Team    | 4      | 15  | DNF | DNF | 15  | 11  | 8   | DNF | 13  | 0      |
| Pos. | Team                    | Auto # | HAU | SPR | HAU | SPR | HAU | SPR | HAU | SPR | Punkte |
| Pos. | Team                    | Auto # | AE1 | AE1 | AE2 | AE2 | BH1 | BH1 | BH2 | BH2 | Punkte |

| Legende  | Legende            | Legende                                                          |
| Farbe    | Abkürzung          | Bedeutung                                                        |
| -------- | ------------------ | ---------------------------------------------------------------- |
| Gold     | –                  | Sieg                                                             |
| Silber   | –                  | 2. Platz                                                         |
| Bronze   | –                  | 3. Platz                                                         |
| Grün     | –                  | Platzierung in den Punkten                                       |
| Blau     | –                  | Klassifiziert außerhalb der Punkteränge                          |
| Violett  | DNF                | Rennen nicht beendet (did not finish)                            |
| Violett  | NC                 | nicht klassifiziert (not classified)                             |
| Rot      | DNQ                | nicht qualifiziert (did not qualify)                             |
| Rot      | DNPQ               | in Vorqualifikation gescheitert (did not pre-qualify)            |
| Schwarz  | DSQ                | disqualifiziert (disqualified)                                   |
| Weiß     | DNS                | nicht am Start (did not start)                                   |
| Weiß     | WD                 | zurückgezogen (withdrawn)                                        |
| Hellblau | PO                 | nur am Training teilgenommen (practiced only)                    |
| Hellblau | TD                 | Freitags-Testfahrer (test driver)                                |
| ohne     | DNP                | nicht am Training teilgenommen (did not practice)                |
| ohne     | INJ                | verletzt oder krank (injured)                                    |
| ohne     | EX                 | ausgeschlossen (excluded)                                        |
| ohne     | DNA                | nicht erschienen (did not arrive)                                |
| ohne     | C                  | Rennen abgesagt (cancelled)                                      |
| ohne     | keine WM-Teilnahme |                                                                  |
| sonstige | P/fett             | Pole-Position                                                    |
| sonstige | 1/2/3/4/5/6/7/8    | Punktplatzierung im Sprint-/Qualifikationsrennen                 |
| sonstige | SR/kursiv          | Schnellste Rennrunde                                             |
| sonstige | *                  | nicht im Ziel, aufgrund der zurückgelegten Distanz aber gewertet |
| sonstige | ()                 | Streichresultate                                                 |
| sonstige | unterstrichen      | Führender in der Gesamtwertung                                   |